# Петцнер, Штефан
Ште́фан Пе́тцнер (нем. Stefan Petzner, 17 января 1981) — правый австрийский политик националистического толка, ставший лидером Альянса за будущее Австрии в 2008 после смерти его основателя и руководителя Йорга Хайдера. До гибели Хайдера Петцнер был заместителем лидера партии.

## Биография
Родился в австрийской коммуне Тамсвег в 1981 году.
Изучал журналистику в институте Клагенфурта. В 2006 году он вместе с Мартином Струцом становится генеральным секретарём национальной партии Австрии.
Позднее он становится заместителем Йорга Хайдера в крайне правой партии Альянс за будущее Австрии («BZO»).
После гибели Хайдера в автокатастрофе в 2008 году Петцнер становится лидером партии.
По его заявлениям, он и Хайдер были гомосексуальными партнёрами, это повредило имиджу Петцнера и привело к утрате доверия в партии. История получила большую огласку. В газетах вышли статьи под заголовками: «Слухи тайной гей-жизни Йорга Хайдера» и «Мёртвый лидер партии крайне правых — гей». Некоторые газеты писали, что Хайдер умер на почве ссоры со своим любовником. Имидж партии падал, и чиновники запретили последующие интервью с Петцнером на эту тему.
В 2010 году Петцнер объявил о своей отставке с поста генерального секретаря партии, на должности которого он пробыл фактически неделю. Но позже он стал председателем «Bzo».